# Philip Bogislaus von Schwerin
Philip Bogislaus von Schwerin, född 7 januari 1687 i Putzar, död 20 mars 1736 i Ukraina, var en tyskfödd friherre och militär, som under sin tid i svensk tjänst, deltog under olika drabbningar under Stora nordiska kriget.

## Biografi
von Schwerin föddes i Putzar i Pommern som son till Johan Bogislaus von Schwerin. Han började sin bana inom preussiska armén, deltog i spanska tronföljdskriget och slagen vid Höchstädt och Ramillies samt en rad belägringar i Brabant. Han blev kadett år 1700 vid preussiska armén. Därefter blev han underofficer vid livgardet, befordrades till fänrik, 1704 blev han löjtnant, 1705 befordrades han till kapten vid dragonregementet Derfflinger och vidare blev han brigadmajor vid danska kavalleriet i Brabant den 23 maj 1706. Han tog avsked från denna post 1708 och inträdde i svensk tjänst. Den 26 mars 1710 blev von Schwerin överste för ett svensk-bremiskt dragonregemente och under striderna i Bremen 1712, blev han tillfångatagen av danskarna. Året därpå blev von Schwerin dock frigiven och deltog därefter under försvaret av Stralsund. Den 11 september 1715 befordrades han till generalmajor av kavalleriet, men han blev åter tillfångatagen av danskarna den 23 december. Två år senare, i november 1717, rymde von Schwerin till Sverige, där han den 6 december blev friherre. Under Karl XII:s andra norska fälttåg 1718, deltog Schwerin i egenskap av generalmajor. På kvällen den 30 november var von Schwerin en av de officerare, som befann sig i närheten av kungen i löpgravarna, då denne blev skjuten. Efter Karl XII:s död ansågs von Schwerin som en av Fredrik av Hessens förtrogna, men med tiden blev han betraktad som anhängare till det Holsteinska partiet. Den 14 januari 1725 blev von Schwerin överste för ett garnisonsregemente i Halland, men tog 1728 permission för att resa till Ryssland. Den 29 december 1729 tog von Schwerin avsked från svensk tjänst och blev litet senare generallöjtnant i rysk tjänst. År 1732 blev von Schwerin fältmarskalklöjtnant i tysk-romersk tjänst, men återgick snart i rysk tjänst och blev befälhavare över den ryska armén i Ukraina.
Philip Bogislaus von Schwerin var gift först med Fransisca von der Horst, med vilken han hade två söner. Fransisca von der Horst konverterade senare till katolicismen tillsammans med barnen. von Schwerin gifte sig (genom bigami) en andra gång 1720 med Hedvig Eleonora Cronhielm af Hakunge, med vilken han fick tre barn. Sonen Johan Gottlob var volontär vid svenska livgardet och slutade som major vid Kalmar regemente. Dennes son Johan Bogislaus blev även han officer.  Svea hovrätt förklarade 1724 Fransisca von der Horst för hans äkta hustru, samt de barn han ägde med henne för äkta. Han blev skild från henne 1725. Hans andra äktenskap blev genom hovrättens dom 1724 förklarat ogiltigt, men han fick 1725, på hovrättens tillstyrkan, dispens och tillåtelse att fortsätta äktenskapet.